# Калиновская, Галина Ивановна
Галина Ивановна Калиновская (13 апреля 1917, Киев — 9 апреля 1997, Москва) — советская и российская актриса театра, народная артистка РСФСР (1972).

## Биография
Родилась 13 апреля 1917 года в Киеве в семье врачей. Отец Иван Фёдорович Калиновский, фельдшер, погиб, когда дочери было 2-3 года. Поэтому она воспитывалась в семье Тарасовых. Мать — Нина Константиновна Тарасова (1892—1952), врач, старшая сестра народной артистки СССР А. К. Тарасовой.
В 1933—1935 гг. училась на химическом отделении вечернего рабфака имени Я. М. Свердлова (г. Москва).
В 1935 году поступила в Оперно-драматическую студию под руководством К. С. Станиславского, где училась до 1942 года. С большим успехом сыграла Ирину в спектакле «Три сестры» А. П. Чехова (1940 г.; режиссёры — М. Н. Кедров, О. Н. Андровская).
Со 2 марта 1942 года в труппе МХАТа. После раздела театра в 1987 году — актриса МХАТа им. М. Горького под руководством Т. В. Дорониной.
Сыграла 46 ролей, из них большинство — вводы. В первых ролях передавала чистоту, искренность, веру молодых героинь, вступающих в жизнь. В последующие годы проявилась как разнохарактерная актриса, выступавшая в драматических и комедийных ролях, чутко передававшая особенности жанровой природы спектакля. Артистической удачей Калиновской стала главная роль в спектакле «Тихая ночь» по пьесе немецкого драматурга Г. Мюллера (премьера — 13 декабря 1985 года). 
Была одной из самых активных общественниц в театре, неоднократно занимала выборные должности.
Участвовала в радиопостановках: Саша («Мать» по роману М. Горького. Запись 1941 г.), Марья Ивановна («Капитанская дочка» по повести А. С. Пушкина. Режиссёры — И. М. Кудрявцев, А. Н. Грибов. Запись 1944—1945 гг.), Ваня («Огородники» (весёлые истории) по рассказам Н. Носова. Режиссёр — Н. В. Литвинов. Запись 1951 г.), «…Да поможет мне Бог» по роману Ф. Джексона (роль Кэрол Беквуд. Запись 1962 г.) и другие.
Умерла 9 апреля 1997 года в Москве, похоронена на Введенском кладбище вместе с Аллой Тарасовой (2 уч.).

## Семья
Муж — Андрей Алексеевич Белокопытов (1906 — после 1998), администратор МХАТа в 1943—1987 гг., заместитель директора МХАТ.

## Награды и премии
- Заслуженная артистка РСФСР (29.07.1959).
- Народная артистка РСФСР (07.04.1972).
- Орден «Знак Почёта» (07.08.1981).
- Медаль «За доблестный труд в Великой Отечественной войне 1941—1945 гг.» (1945).
- Медаль «За трудовое отличие» (26.10.1948).
- Медаль «В память 800-летия Москвы» (1948).
- Медаль «В память 850-летия Москвы» (1997).
- Медаль «Ветеран труда».

## Работы в театре

### МХАТ
- 1943 — «Пиквикский клуб» по Ч. Диккенсу — Эмилия
- «Школа злословия» Р. Шеридана — Мария (1944) и Леди Снируэлл (1955)
- 1946 — «Платон Кречет» А. Е. Корнейчука — Валя
- 1949 — «Идеальный муж» О. Уайльда — Мейбл Чилтерн
- 1949 — «Мёртвые души» по Н. В. Гоголю — Лизанька Манилова
- 1949 — «Синяя птица» М. Метерлинка — Вода
- 1950 — «Илья Головин» С. В. Михалкова — Лиза
- 1951 — «Плоды просвещения» Л. Н. Толстого — Марья Константиновна (премьера)
- 1953 — «Ангел-хранитель из Небраски» А. Якобсона — госпожа Ивенсен (премьера)
- 1956 — «Три сестры» А. Чехова — Ирина
- «Кремлёвские куранты» Н. Ф. Погодина — Маша (1956); дама испуганная (1968); Забелина (1978); дама с вязанием (1985)
- «Анна Каренина» по Л. Н. Толстому — 1-я дама, приятельница Анны, Варя Вронская (1957), жена посланника (1959), Бетси Тверская
- 1957 — «Пиквикский клуб» по Ч. Диккенсу — мисс Арабелла Аллен
- 1959 — «Юпитер смеётся» А. Кронина — Глэдис Брэгге
- 1962 — «Убийца» И. Шоу — Ида Штейн (премьера)
- 1963 — «Бронепоезд 14-69» Вс. Иванова — Маша (премьера)
- 1963 — «Егор Булычов и другие» М. Горького — Елизавета Достигаева
- 1966 — «Утоление жажды» Ю. В. Трифонова, А. А. Галича, А. Г. Морова — Фаина (премьера)
- «На дне» М. Горького — Наташа (1952); Анна (1965)
- 1968 — «Дым отечества» К. Симонова — Елена (премьера)
- 1968 — «Жил-был каторжник» Ж. Ануя — Люсьена (премьера)
- 1969 — «Без вины виноватые]]» А. Н. Островского — Коринкина
- 1970 — «Единственный свидетель» А. и П. Тур — Виктория Ивановна (премьера)
- 1971 — «Последние» М. Горького — Софья
- 1972 — «Сталевары» Г. Бокарева — корреспондент телевидения
- 1973 — «На всякого мудреца довольно простоты» А. Островского — Мамаева (премьера)
- 1975 — «Эшелон» М. М. Рощина — Галина Дмитриевна
- 1977 — «Иванов» А. Чехова — Авдотья Назаровна
- 1985 — «Тихая ночь» Г. Мюллера — Мать
- 1985 — «На всякого мудреца довольно простоты» А. Островского — Турусина

### МХАТ им. М. Горького
- 1987 — «Валентин и Валентина» М. Рощина — Бабушка
- 1988 — «Путь в Мекку» А. Фугарда — Элен
- 1993 — «Лес» А. Островского — Улита

## Фильмография
- 1960 — Мёртвые души — Елизавета Марковна Манилова
- 1969 — Егор Булычов и другие — Елизавета, жена Достигаева
- 1972 — День за днём — Марьяна Александровна, жена Фролова
- 1972 — Последние — Софья, жена Ивана Коломийцева
- 1973 — Единственный свидетель — Виктория Ивановна, жена профессора Садовникова
- 1973 — Моя судьба — Нина Владимировна, мать Людмилы
- 1976 — На всякого мудреца довольно простоты — Клеопатра Львовна Мамаева, жена Нила Федосеевича
- 1979 — Мёртвые души — Лизанька, жена Манилова